# Universidade de São Tomé e Príncipe
A Universidade de São Tomé e Príncipe (USTP) é uma instituição pública de ensino superior em São Tomé e Príncipe. É a única universidade pública do país, sendo também referência no ensino superior.
Em meio a reformas no sistema educacional são-tomense em 2014, foi convertida em universidade após muitos anos existindo como várias instituições de ensino independentes.
Em sua estrutura física, possui quatro campus universitários, sendo que três destes somente capital, São Tomé. É formada por três instituições orgânicas e um centro de pesquisa e extensão.

## História
A educação superior em São Tomé e Príncipe teve uma trajetória muito irregular e, dentre os países de língua oficial portuguesa, foi aquele que mais demorou a ter uma instituição vocacionada a este subsistema de ensino. Embora tenham havido experiências desde o período colonial (1947) e durante o período socialista (1982), foi somente durante a era democrática (1998) que firmou-se uma instituição de ensino superior pública no país.

### Concretização de uma instituição
A principal instituição formadora da USTP foi fundada a 31 de dezembro de 1996 através do decreto n.º 88, sob o nome Instituto Superior Politécnico de São Tomé e Príncipe (ISPSTP); entrou em funcionamento a partir de 29 de janeiro de 1998.
Tutelado pelo Ministério da Educação Cultura e Ciência da República Democrática de São Tomé e Príncipe, o ISPSTP iniciou as suas atividades com cursos de bacharelato de três anos destinados à formação dos professores para o ensino médio nas áreas de português, francês, matemática, biologia e história. Outros cursos de bacharelato foram criados mais tarde. Esteve afiliado à Universidade do Porto e ao Instituto Politécnico de Bragança durante sua criação.

### Transformação em universidade
A 24 de julho de 2014, o governo de São Tomé e Príncipe decidiu instituir a Universidade Pública de São Tomé e Príncipe (UPSTP). Para tal, converteram o ISPSTP (transformando-se em instituição orgânica), dando vez a primeira universidade pública do arquipélago. Na cerimónia de instalação, o ministro da Educação, Cultura e Formação, Jorge Lopes Bom Jesus, empossou o professor universitário Peregrino do Sacramento da Costa, como magnífico reitor da nova universidade.
Após a fundação, a nova universidade acabou por absorver gradualmente três instituições de ensino que operavam de maneira independente no país, sendo a Escola de Formação de Professores e Educadores (EFOPE), o Instituto de Ciências da Saúde "Victor Sá Machado" (ICS-VSM) e o Centro de Aperfeiçoamento Técnico Agropecuário (CATAP). Após a absorção, as instituições passaram a ter novos nomes.
Duas instituições brasileiras dão suporte ao projeto desde a sua elaboração, em 2012: a Universidade da Integração Internacional da Lusofonia Afro-Brasileira (UNILAB) e a Universidade Federal de Minas Gerais (UFMG). Ambas as universidades, juntamente com o Ministério da Educação brasileiro estão assistindo a instituição até a sua consolidação final, que está prevista para julho de 2018.
Em 2015 a instituição alterou seu nome e sua sigla, passando a denominar-se Universidade de São Tomé e Príncipe (USTP); em 28 de julho de 2016 tomou posse o novo reitor, o professor Aires Bruzaca de Menezes.

### Primeiras eleições
Diferentemente de outras universidades africanas, a USTP valorizou, desde muito jovem, os princípios da democratização do ensino e dos processos internos da mesma, tanto que, em 14 de junho de 2019, realizou sua primeira eleição direta para reitor, vice-reitor e diretor dos institutos de ensino, consagrando o matemático Peregrino Costa (ex-reitor pro-tempore) como primeiro reitor eleito, alcançando 76,7% dos votos da comunidade acadêmica. A segunda eleição direta da universidade, ocorrida em junho de 2023, elegeu a doutora em ciências da educação Eurídice Helga da Cruz Rodrigues Aguiar. Eurídice Aguiar tomou posse no dia 29 de junho de 2023.

## Estrutura orgânica
Na sua estrutura orgânica, a USTP conta com três polos de ensino e um centro de pesquisas. Em setembro de 2016, após uma grande reforma administrativa, a USTP ficou com a seguinte configuração:

### Instituto Superior de Educação e Comunicação
Herdeira da Escola de Formação e Superação de Quadros Docentes (EFSQD), fundada em 31 de dezembro de 1982, foi recriada em 28 de dezembro de 2000 como Escola de Formação de Professores e Educadores (EFOPE). Foi convertida em 2016 em Instituto Superior de Educação e Comunicação, e é dedicada às ciências da educação; os cursos que oferecia em 2017 eram:
- Licenciatura em Educação Básica Formação Inicial
- Complemento de Licenciatura em Educação Básica
- Bacharelato em Educação Básica
- Bacharelato em Educação de Infância
- Licenciatura em Ciências de Comunicação

### Instituto Superior de Ciências de Saúde
Vocacionado ao ensino da saúde, existiu entre 1947 e 1952 como Escola de Enfermagem de São Tomé. Em 1983 foi recriada com o nome Escola de Formação dos Quadros da Saúde Dr. Victor Sá Machado, sob os auspícios da Fundação Calouste Gulbenkian, passando a chamar-se Instituto de Ciências da Saúde "Victor Sá Machado" (ICS-VSM) em 18 de Outubro de 2003; em 2016 passou a denominar-se Instituto Superior de Ciências de Saúde, ofertando os seguintes cursos:
- Bacharelato em Enfermagem[23]
- Bacharelato em Análise Clínica[24]
- Licenciatura em gestão administração em serviços da saúde;
- Bacharelato em Anestesia
- Complemento para formação média em farmácia;
- Cursos médios em enfermagem
- Cursos médios em saúde materna infantil;
- Especialização em instrumentação cirúrgica

### Faculdade de Ciências e Tecnologias

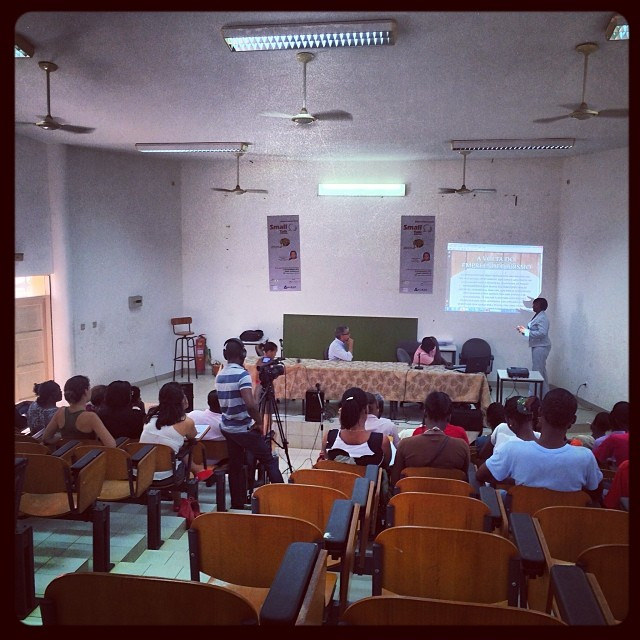
Anfiteatro do ISP durante o evento Smart Talk em 2014, com os palestrantes Claudio Corallo e Hilária Teixeira.

Fundada em 1996, a Faculdade de Ciências e Tecnologias (FCT) é a principal instituição orgânica da USTP, tanto que a universidade foi formada com base nesta. Quando da integração na USTP, em 2014, havia sido convertida de Instituto Superior Politécnico em Faculdade de Ciências, retornado a denominação de Instituto Superior Politécnico em 2016, voltando posteriormente a ser faculdade. Oferta os seguintes cursos:
- Licenciatura em Biologia
- Licenciatura em Matemática
- Licenciatura em Agronomia
- Licenciatura em Física
- Licenciatura em Gestão de Empresa
- Licenciatura em Relações Publica e Comunicação
- Licenciatura em Economia
- Licenciatura em Gestão Hoteleira
- Licenciatura em Engenharia Informática
- Licenciatura em Engenharia Electrónica e Telecomunicações
- Licenciatura em Sistema e Tecnologia de Informação
- Licenciatura em Língua Portuguesa
- Licenciatura em História
- Licenciatura em Língua Francesa
- Licenciatura em Geografia
- Licenciatura em Direito

### Centro de Estudo para o Desenvolvimento
Fundado pela UNESCO e pela ONG italiana Associazione per la Cooperazione Internazionale em julho de 1988 como Centro de Aperfeiçoamento Técnico Agropecuário (CATAP), foi convertido em um centro de pesquisas, com o nome Centro de Estudo para o Desenvolvimento, com vocação para ciências agroalimentares; embora tenha havido anúncio formal de sua integração à USTP em 2014, e também da mudança de nome, trabalhou até 2018 sob a supervisão do Ministério da Agricultura de São Tomé e Príncipe como um centro de competência da Comunidade dos Países de Língua Portuguesa (CPLP), quando passou totalmente para a tutela da USTP.
Oferta cursos técnicos na área agrícola.

## Infraestrutura
A USTP ainda não dispõe de um campus central ou uma Cidade Universitária, o que a faz ter uma distribuição geográfica irregular pelo arquipélago, não dispondo de campus, por exemplo, na Ilha do Príncipe. Quatro campi formam sua estrutura física, sendo eles:
1. 3 de Fevereiro-Caixa 0° 20' 23.6" N 6° 44' 22" E: é a sede do Instituto Superior de Educação e Comunicação e da reitoria da USTP. Compartilha estruturas também com o Liceu Nacional de São Tomé e Príncipe, situado no centro histórico de São Tomé;
2. Campo Milho 0° 21' 23.2" N 6° 43' 20.6" E: é a sede do Instituto Superior de Ciências de Saúde, ligado ao complexo do Hospital Ayres de Menezes;
3. Piedade 0° 17' 32" N 6° 40' 21" E: é uma colônia agrícola para prática técnica e de pesquisa do Centro de Estudo para o Desenvolvimento, sediada nas proximidades de Trindade, em Mé-Zóchi, na Ilha de São Tomé;
4. Quinta de Santo Antônio 0° 19' 34.9" N 6° 43' 48.4" E: é o campus com maior estrutura física, sediando principalmente a Faculdade de Ciências e Tecnologias. Conta com uma Biblioteca Central e com o principal Anfiteatro do país. Localiza-se nas proximidades da Estação Televisiva Pública de São Tomé e Príncipe.

## Reitores
| Nome                                    | Mandato                                   | Afiliação                               | Forma de eleição      |
| --------------------------------------- | ----------------------------------------- | --------------------------------------- | --------------------- |
| Peregrino do Sacramento da Costa        | 24 de julho de 2014 a 28 de julho de 2016 | Faculdade de Ciências e Tecnologias     | Indicação ministerial |
| Aires Bruzaca de Menezes                | 28 de julho de 2016 a 24 de julho de 2019 | Faculdade de Ciências e Tecnologias     | Indicação ministerial |
| Peregrino do Sacramento da Costa        | 24 de julho de 2019 a 29 de junho de 2023 | Faculdade de Ciências e Tecnologias     | Eleição direta        |
| Eurídice Helga da Cruz Rodrigues Aguiar | 29 de junho de 2023 a atualidade          | Instituto Superior de Ciências de Saúde | Eleição direta        |

## Pessoas notáveis
- Claudio Corallo (ex-professor universitário) - engenheiro agrónomo e empresário[34]
- Manuel Penhor (professor universitário) - climatólogo e astrofísico[35]
- Guadalupe de Ceita (alumnus da antiga Escola de Enfermagem[21]) - médico e político.
- Jorge Bom Jesus (alumnus e ex-professor) - linguista e político.